# Shiryō

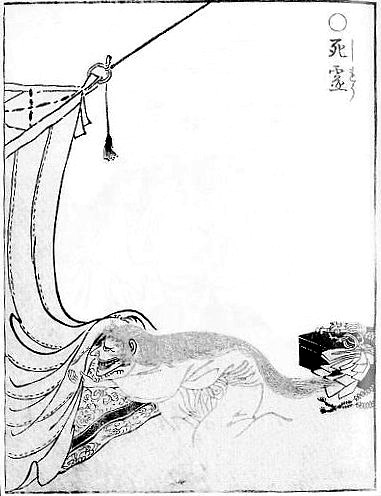
Shiryō, illustration du Gazu Hyakki Yagyō de Toriyama Sekien.

Les shiryō (死霊) sont les âmes des morts. Le terme est un antonyme d’ikiryō (âmes des vivants).

## Présentation
La littérature japonaise classique et le matériel folklorique font souvent mention des shiryō et de leur différents comportements. Selon le Kōjien, ils sont considérés comme des onryō (esprits vengeurs) qui possèdent les humains et jettent des tatari (un type de malédiction), mais à part posséder les humains et les faire souffrir comme le font les ikiryō, il existe également des histoires où ils pourchassent ceux qui se sont suicidés, traînent autour de l'endroit où ils sont morts, apparaissent à des proches et tentent de tuer ceux-ci afin de les amener dans l'autre monde.
Dans le Tōno monogatari se trouve une histoire où après qu'un père a perdu une fille, le shiryō du père paraît devant la fille et tente de l'emmener. La fille prend peur et fait venir des parents et amis mais même alors, le shiryō du père paraît et essaye de l'emmener et il est dit qu'après un mois, il cesse finalement de paraître,.

## Source de la traduction
- (en) Cet article est partiellement ou en totalité issu de l’article de Wikipédia en anglais intitulé « Shiryō » (voir la liste des auteurs).